# Deltocyathus magnificus
Deltocyathus magnificus is een rifkoralensoort uit de familie van de Deltocyathidae. De wetenschappelijke naam van de soort is voor het eerst geldig gepubliceerd in 1876 door Moseley.